# بهار (الهند)
بِهَار (بالهندستانية: بِہار، बिहार) ولاية هندية تقع في الجزء الشرقي من البلاد، وعاصمتها بتنة. تقع شمالها جمهورية النيبال وتحيط بها ولايات الهند الأخرى: أتر برديش من الغرب وجاركند من الجنوب والبنغال الغربية شرقاً. ثقافياً تعدّ جزءاً من المنطقة المتحدثة باللغة الهندية في بلاد الهند. عدد سكانها 104,099,452 نسمة (ثالث أكبر ولايات الهند) ومساحتها 94,163 كيلومتر مربع (36,357 ميل2) (الثانية عشر على الولايات الهندية).
يقسم نهر الغانج المار من الغرب إلى الشرق سهل بهار. بهار هي أيضا رابع أكبر كيان دون الوطني في العالم من حيث عدد السكان وهي في المرتبة الرابعة عشر من ولايات الهند من حيث الناتج المحلي الإجمالي. يعيش 11.27% فقط من سكان بهار في الحضر وفقا لتقرير عام 2020. وأيضا في الولاية أعلى نسبة من الشباب حيث ما يقرب من 58% من البهاريين يقل عمرهم عن 25 عاما.
تنازلت الولاية عن المنطقة الجنوبية منها في 15 نوفمبر 2000 لتشكيل ولاية جاركند. كانت منطقة بهار الحالية من مراكز التعلم والثقافة في الهند القديمة والوسيطة إذ كانت منطقة ميثيلا في الولاية من التعلم وتعليم الفيدا. ونشأت فيها أول إمبراطورية هندية وهي الإمبراطورية الماورية وظهرت منها رابع أكبر ديانة في العالم الديانةالبوذية وأيضا إمبراطورية جوبتا.
تخلفت بهار كثيرًا عن الولايات الهندية الأخرى من حيث التنمية الاجتماعية والاقتصادية. يدعي العديد من الاقتصاديين وعلماء الاجتماع أن حالة الولاية السيئة نتيجة مباشرة لسياسات الحكومة المركزية مثل سياسة دعم الشحن واللامبالاة وتهميش القومية البهارية وقانون التسوية الدائمة الذي أقرته شركة الهند الشرقية البريطانية لعام 1793، وهو العمود الفقري للحكم الاستعماري. لكن خطت برغم كل هذا حكومة الولاية خطوات كبيرة في تطوير الولاية. أدى تحسين الحوكمة إلى انتعاش اقتصادي في الدولة عبر زيادة الاستثمار في البنية التحتية وتحسين مرافق الرعاية الصحية وزيادة التركيز على التعليم والحد من الجريمة والفساد.

## أصل التسمية
يشتق اسم بهار من اللغة السنسكريتية والبالية كلمة فيهارا (الديفنغارية: विहार)، وتعني كلمة «دير بوذي» في إشارة إلى أن منطقة الولاية كان فيها العديد البوذيين في العصور القديمة والوسطى.

## التاريخ

### الفترة القديمة

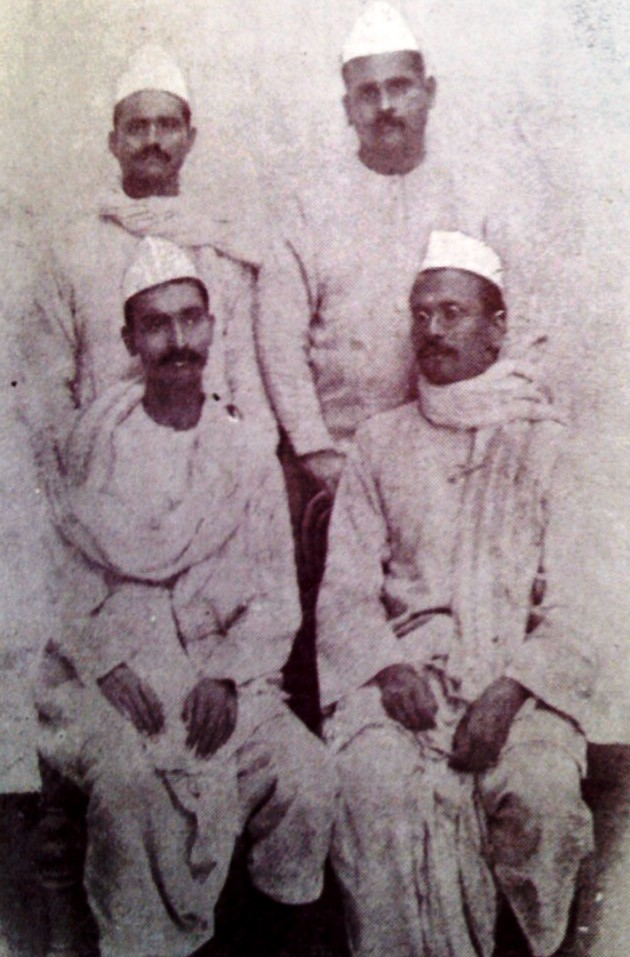
(من اليسار إلى اليمين): راجندرا براساد وأنوجراه نارايان سينها من رواد حركة شامباران ساتياغراها في 1917

يوجد في شيراند الواقعة على الضفة الشمالية لنهر الغانج في منطقة ساران آثار تعود للعصر الحجري الحديث (ق. 2500–1345 قبل الميلاد). ذُكرت مناطق ماجادا وميثيلا وأنجا في النصوص الدينية وملاحم الهند القديمة. اشتهرت ميثيلا بعد ظهور مملكة فيدها واتخاذها عاصمة لها. أصبحت فيدها واحدة من المراكز السياسية والثقافية الرئيسية في جنوب آسيا في الفترة الفيدية المتأخرة (تقريبا 1100–500 قبل الميلاد).
ذكر في الملحمة الهندوسية رامايانا التي كتبها فالميكي أن راما تزوج سيتا وهي ابنة أحد أفراد ملوك ميثيلا. شكلت المملكة لاحقا جمهورية فاجي بنفس عاصمتها التي غير اسمها إلى فايشالي. تأسست فاجي في القرن السادس قبل الميلاد قبل ولادة غوتاما بوذا (مولود في 563 قبل الميلاد) وهي بذلك أول جمهورية معروفة في الهند. حكمت الولاية سلالة هاريانكا التي تأسست عام 684 قبل الميلاد وهي أول سلالة من مملكة ماجادها كانت عاصمتها مدينة راجغيرها (حديثا راجغير)، اشتهر من ملوكها الملكان بيمبيسارا وابنه أجاتشيترو الذي سجن والده ليعتلي العرش وغزا فاجي. تبع هذه السلالة في حكم المملكة سلالة شيشوناجا. ثم إمبراطورية ناندا التي حكمت منطقة شاسعة تمتد من البنغال إلى البنجاب.

نشأت من المنطقة الإمبراطورية الماورية وهي أول إمبراطورية بالهند، أسسها تشاندراغبت موريا في 325 م وكانت عاصمتها باتاليبوترا (بتنة الحديثة). يعتبر الإمبراطور المورياني أشوكا المولود في باتاليبوترا (بتنة) من أبرز الحكام في تاريخ العالم. ويتعبر عهد إمبراطورية جوبتا التي نشأت في ماجادا عام 240م العصر الذهبي الهندي في العلوم والرياضيات وعلم الفلك والتجارة والدين والفلسفة . غزا راجندرا تشولا الأول ملك سلالة تشولا ولاية بهار والبنغال في القرن الحادي عشر.

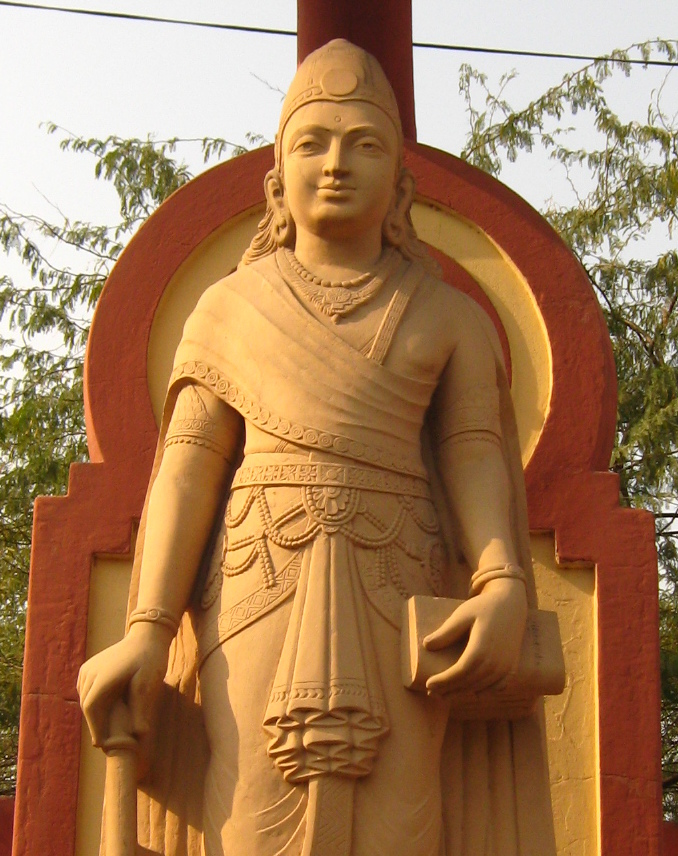
تشاندراغبت موريا، مؤسس الإمبراطورية الماورية

### فترة العصور الوسطى
غزا محمد بن بختيار الخلجي المنطقة في عام 1198 بإيعاز من قطب الدين أيبك سلطان سلطنة دلهي الذي وضعه نائب له في ما وراء نهر الغانج وانتزعها من إمبراطورية بالا واتخذ رانغبور قاعدة لجيوشه وتبع ذلك ضمه البنغال لنطاق حكمه. اندثرت البوذية في المنطقة بعد غزو اختيار الدين لها، يزعم جزء من المؤرخون أنه دمر العديد من الأدير والجامعات البوذية في نالاندا وفيكراماشيلا، وأنه ارتكب مذبحة في بلدة عُرفت لاحقا باسم بهار شريف تبعد حوالي 70 كم (43 ميل) عن بوده جايا. كما اندثرت الديانة بسبب مقتل الآلاف من الرهبان البوذيين في القرن الثاني عشر. يعزو دويجيندرا نارايان جها قتلهم إلى مناوشات بين البوذيين وطبقة البراهمة الهندوسية.
أعقبت سلطنة جونبور سلطنة دلهي في حكم بهار ووسعت حكمها فيها على حساب راجبوت أوجينيا. انتهي حكم سلطنة جونبور بعد غزو سلالة اللودهيين للمنطقة في عام 1494. تربع بابر على عرش اللودهيين في عام 1525م وهو الذي كان ممتدًا من البنجاب إلى بهار وأسس سلطنة مغول الهند. طفق أحد أكبر الزعماء الأفغان شير خان سوري يغزو مملكة بابر بعد وفاته سنة 1530م وتولي ابنه همايون للحكم فاستخلص لنفسه إقليم بهار واستولى على البنغال وظلت المنطقة في حكم شير شاه حتى مقتله أثناء حصاره قلعة كالنجر في عام 1545م. اختلف خلفاء شير شاه على الحكم فاستغله همايون الفرصة ليعاود إنشاء السلطنة.
حكمت منطقة ميثيلا سلالة كارناتاس التي تأسست عام 1097 تلتها سلالة أوينيوار في عام 1324 التي أصبحت تابعة لسلطنة جونبور في فترة 1460-1475. أصبحت المنطقة تتبع بشكل اسمي لسلطان الودهيين في فترة 1496-1513 حتى قامت دولة راج داربهانجا بحكم المنطقة. كان حكام الدولة في البداية تابعين لحكم جلال الدين أكبر سلطان المغول ثم استقلوا في عام 1684 واتخذوا داربهانجا عاصمة لدولتهم، ضُمت الدولة في سنة 1804 للراج البريطاني ثم دمجت في جمهورية الهند.
حصلت شركة الهند الشرقية البريطانية على حقوق حقوق إدارة وتحصيل عائدات الضرائب في بهار والبنغال وأوديشا من المغول بعد فوزهم بمعركة بوكسار في عام 1764. جذبت الموارد الغنية من الأرض الخصبة والمياه والعمالة الماهرة الإمبرياليين الأجانب وخاصة الهولنديين والبريطانيين في القرن الثامن عشر فاستثمروا في القطاع الزراعي. ظلت بهار جزءًا من حكم البنغال البريطاني حتى عام 1912 عندما انفصلت هي وولاية أوريسا ليشكلا مقاطعة واحدة.

### حقبة الاستقلال
ثار مزارعو منطقة شامباران في عام 1914 (في بيبرا) وفي عام 1916 (في توركوليا) على الحكم البريطانية. زار المهاتما غاندي تشامباران في أبريل عام 1917 ليدعم مطالب الفلاحين فتبعه في هذا الدعم العديد القوميين البهاريين مثل راجندرا براساد وأنوغراه نارايان سينها. كان لحركة كيسان سابها التي اندلعت في المناطق الشمالية والوسطى من ولاية بهار دور قوي في دفع عجلة الاستقلال، بدأت الحركة في عام 1929 تحت قيادة سوامي ساهاجاناند ساراسواتي ثم ذاع صيتها في أنحاء الهند وبلغت ذروتها في تشكيل حركة كل الهند كيسان سابها (AIKS) في جلسة للمؤتمر الوطني الهندي في أبريل عام 1936 في لكهنؤ وانتخب ساراسواتي أول رئيس لها.
شهدت العقود التي أعقبت استقلال الهند عام 1947 موجات من الصراعات العنيفة في الولاية بين الفئات المعدومة من المجتمع البيهاري وملاك الأراضي. سبب هذا التوتر فشل حملة الإصلاح الزراعي وسوء تطبيق قوانين تحديد سقف الملكية الزراعية التي كانت حكومة حزب المؤتمر الوطني الهندي قد أقرّتها في خمسينيات القرن العشرين. هذا التعديلات أثارت طبقتا الراجبوت والبهوميهار لأنها ستقوض من نفوذهم فاستغلوا نفوذهم السياسية لعرقلة تنفيذ سياسات إعادة توزيع الأراضي.
أفضى الظلم المتكرر الذي تعرض الداليت إلى اندلاع أولى شرارات التمرد النكسالي في سهول بوجبو، بقيادة جاغديش ماهتو. وعلى خلاف باقي ولايات الهند شهدت حركة النكسال في بهار طابعًا طبقيًا صريحًا تجلى في الخلاف بين الملاك والمزارعون، وظهور جيوش مسلحة ذات طابع طبقي تُعرف باسم سيناس تناهض النكساليين. وكانت رانفير سينا من أبرز هذه الميليشيات وأشدّها بطشًا، وتورّطت في مجازر عديدة ضد الداليت مثل مذبحة لاكسمانبور باثي.
تصدّت لهذه الميليشيات الطبقية الجبهة الشعبية الهندية التي خلفها لاحقًا الحزب الشيوعي الهندي (الماركسي اللينيني) وهو حزب ارتكز في قيادته على عناصر من الطبقات الفلاحية الوسطى مثل الكويري والياداف وكان الداليت والطبقات المتخلفة الدنيا قاعدته الشعبية الأساسية. شهدت بهار بموازاة هذا الصراع في ستينيات القرن العشرين اضطراب سياسي بدأ مع تراجع شعبية حزب المؤتمر الوطني الهندي وصعود قوى سياسية بديلة مثل حزب ساميوكتا الاشتراكي وقادة الطبقات المتخلفة. شكّل إسقاط حكومة ماهامايا براساد سينها على يد جاغديو براساد علامة فارقة عجّلت بنهاية هيمنة المؤتمر الوطني المدعوم من النخب الطبقية العليا في الولاية.

## الجغرافيا
| مخطط المناخ مناخ بهار | مخطط المناخ مناخ بهار | مخطط المناخ مناخ بهار | مخطط المناخ مناخ بهار | مخطط المناخ مناخ بهار | مخطط المناخ مناخ بهار | مخطط المناخ مناخ بهار | مخطط المناخ مناخ بهار | مخطط المناخ مناخ بهار | مخطط المناخ مناخ بهار | مخطط المناخ مناخ بهار | مخطط المناخ مناخ بهار |
| --- | --------------------- | --------------------- | --------------------- | --------------------- | --------------------- | --------------------- | --------------------- | --------------------- | --------------------- | --------------------- | --------------------- |
| 01 | 02                    | 03                    | 04                    | 05                    | 06                    | 07                    | 08                    | 09                    | 10                    | 11                    | 12                    |
| 12 24 9 | 9.9 26 11             | 12 32 16              | 24 37 21              | 56 37 24              | 165 36 26             | 325 33 25             | 276 33 25             | 217 32 25             | 83 32 21              | 6.4 29 15             | 6 25 10               |
| متوسط درجة-الحرارة °س مجاميع الهطل مم |                       |                       |                       |                       |                       |                       |                       |                       |                       |                       |                       |
| بالوحدات الإنكليزية \| 01 \| 02 \| 03 \| 04 \| 05 \| 06 \| 07 \| 08 \| 09 \| 10 \| 11 \| 12 \| \| 0.5 74 49 \| 0.4 79 53 \| 0.5 90 61 \| 0.9 98 70 \| 2.2 99 75 \| 6.5 96 78 \| 13 91 78 \| 11 91 78 \| 8.5 90 77 \| 3.3 89 71 \| 0.3 84 59 \| 0.2 77 51 \| \| متوسط درجة-الحرارة °ف مجاميع الهطول ″ \| \| \| \| \| \| \| \| \| \| \| \| |                       |                       |                       |                       |                       |                       |                       |                       |                       |                       |                       |
| 01 | 02                    | 03                    | 04                    | 05                    | 06                    | 07                    | 08                    | 09                    | 10                    | 11                    | 12                    |
| 0.5 74 49 | 0.4 79 53             | 0.5 90 61             | 0.9 98 70             | 2.2 99 75             | 6.5 96 78             | 13 91 78              | 11 91 78              | 8.5 90 77             | 3.3 89 71             | 0.3 84 59             | 0.2 77 51             |
| متوسط درجة-الحرارة °ف مجاميع الهطول ″ |                       |                       |                       |                       |                       |                       |                       |                       |                       |                       |                       |

تبلغ مساحة ولاية بهار 94,163 كيلومتر مربع (36,357 ميل2) بمتوسط ارتفاع فوق مستوى سطح البحر 173 قدم (53 م). تحدها نيبال من الشمال وجارخاند من الجنوب والبنغال الغربية من الشرق وأوتار برديش من الغرب. تنقسم الولاية إلى ثلاثة أجزاء جغرافية هي: الهضبة الجنوبية ومنطقة شيفاليك سهل الغانج. يتدفق نهر الغانج من الغرب إلى الشرق ومن الروافد الشمالية الرئيسية هي نهر جانداكي ونهر كوشي التي تنبع من جبال الهيمالايا النيبالية وباجماتي المتفرع من وادي كاتماندو، الروافد الأخرى هي سون وبودي جانداك وشاندان واورهان وفالغو. يوجد في بهار بعض التلال الصغيرة مثل تلال راجير في الوسط وسلسلة جبال كايمور في الجنوب الغربي وتلال شوالك في الشمال.
توجد في الولاية 95% من احتياطيات البيريت في البلاد. اكتشف في مايو 2022 منجم ذهب في منطقة جاموي احتياطاته تقارب 233 مليون طن أكثر من 44% من احتياطي الذهب المعروفة في البلاد.

### المناخ
تقع بهار في المنطقة شبة الاستوائية من المنطقة المعتدلة ومناخها شبه استوائي رطب مع صيف حار وشتاء بارد. يبلغ متوسط درجة الحرارة اليومية في ولاية بهار 26 درجة مئوية وفصلها الممطر من مايو إلى سبتمبر. تزداد درجة الحرارة في الصيف عن تزيد عن 25 وتصل أحيانًا إلى 29 درجة مئوية. أفضل وقت للسفر إليها هو من أكتوبر إلى أبريل بسبب قلة هطول الأمطار، التي تهطل في أغلب أيام الأشهر بين مايو إلى سبتمبر.

### النباتات والحيوانات
تبلغ مساحة غابات ولاية بهار 6,845 كيلومتر مربع (2,643 ميل2) وتشكل 7.27% من مساحتها الجغرافية. تنتشر الغابات النفضية الرطبة على سفوح جبال سوميشوار وسلسلة دون في منطقة شامباران مختلطة بالشجيرات والعشب والقصب. يناسب هطول المطر الغزيز (فوق 1600 مم) في هذه المنطقة نمو الشورية القاسية ومعها أشجار ساهارسا وبورنيا وخرمال أسود الخشب ولبان منشاري وتوز ملبار. تقع في الولاية حديقة فالميكي الوطنية للنمور التي تبلغ مساحتها 800 كيلومتر مربع (309 ميل2) وهي الرابعة بين محميات النمور الأخرى في الهند حسب أعداد النمور. وتوجد محمية للجبحل المهدد بالانقراض في منطقة بهاجالبور تسمى محمية دولفين فيكرامشيلا جانجيتك.
قبلت حكومة ولاية بهار في عام 2016 اقتراح سلطات الغابات لتحويل شلال كركاتجاره على نهر كرماناسا إلى محمية حماية التماسيح (CCR). تشمل المحميات البارزة الأخرى محمية بهيمبانده للحياة البرية ومحمية غوتام بوذا للحياة البرية. ترى العديد من أنواع الطيور المحلية والمهاجرة في الأراضي الرطبة الطبيعية في بحيرة كانوار وبحيرة باريلا وبحيرة كوشيشوار ناث وبحيرة أودايبور.

## التركيبة السكانية
| الدين في ولاية بيهار (2023) | الدين في ولاية بيهار (2023) | الدين في ولاية بيهار (2023) | الدين في ولاية بيهار (2023) | الدين في ولاية بيهار (2023) |
| --------------------------- | --------------------------- | --------------------------- | --------------------------- | --------------------------- |
| الدين                       | الدين                       |                             | النسبة المئوية              | النسبة المئوية              |
| الهندوسية                   | الهندوسية                   |                             | 81.99%                      | 81.99%                      |
| الإسلام                     | الإسلام                     |                             | 17.70%                      | 17.70%                      |
| اخرى                        | اخرى                        |                             | 0.31%                       | 0.31%                       |

| لغات بيهار (2011) | لغات بيهار (2011) | لغات بيهار (2011) | لغات بيهار (2011) | لغات بيهار (2011) |
| ----------------- | ----------------- | ----------------- | ----------------- | ----------------- |
| اللغة             | اللغة             |                   | النسبة المئوية    | النسبة المئوية    |
| الهندية           | الهندية           |                   | 25.54%            | 25.54%            |
| البوجبورية        | البوجبورية        |                   | 24.86%            | 24.86%            |
| المايثيلية        | المايثيلية        |                   | 12.55%            | 12.55%            |
| ماجاهي            | ماجاهي            |                   | 10.87%            | 10.87%            |
| الأردية           | الأردية           |                   | 8.42%             | 8.42%             |
| اخرى              | اخرى              |                   | 17.76%            | 17.76%            |

ولاية بهار هي ثالث أكبر ولاية من حيث عدد السكان في الهند (الخامسة على العالم بين التقسيمات الإدارية) حسب تعداد 2011 بإجمالي 104,099,452 نسمة، هي أكثر ولايات الهند كثافة سكانية بمعدل 1106 شخص لكل كيلومتر مربع وبلغت نسبة الجنس 918 أنثى لكل 1000 ذكر. ما يقرب من 58% من سكان بهار أقل من 25 عامًا وهي أعلى نسبة شباب بين سكان ولايات الهند. ما يقرب من 89% من سكانها ريفيون والبقية حضر بنسبة 11.3% وهو كان ثاني أقل معدل تحضر في الهند بعد هيماشال براديش في تعداد 2011، لكن ارتفعت نسبة التحضر إلى 20% في عام 2021. بلغ معدل الإلمام بالقراءة والكتابة في ولاية بهار 68.15% (78.5% للذكور و57.8% للإناث) في عام 2020 ارتفع عدد السكان إلى 130,725,310 وفقا للمسح الذي أجري في عام 2023.
ذكر في تعداد 2023 أن أغلب سكان الولاية هندوس بنسبة 81.99% من السكان يتبعهم المسلمون بنسبة 17.70% وهناك أقلية من المسيحين (0.05%) والبوذيين (0.08%) والسيخ (0.01%). جذبت الولاية أعداد اللاجئين البنجابيين الهندوس أثناء تقسيم الهند البريطانية عام 1947.
يتحدث معظم سكان ولاية بهار لغات هندية أوروبية. اللغة الهندية هي اللغة الرسمية للولاية ويتحدث بها 25.54% من إجمالي السكان. ثم الأردية بنسبة 8.42% وهي لغة رسمية في 15 منطقة في الولاية. ولكن يتحدث غالبية الناس إحدى اللغات البهارية والتي صنفت معظمها على أنها لهجات من اللغة الهندية في التعداد السكاني، اللهجات البهارية المشهورة هي البوجبورية (24.86%) والمايثيلية (12.55%) المذكورة في الجدول الثامن الدستور ولغة ماجادهي (10.87%) ويتحدث أعداد كبيرة من السكان باللغات الأنجيكية والباجيكية. طالب متحدثوا لغتي البوجبورية وماجادهي أن تأخذ لغاتهم نفس الوضع الدستوري للمايثيلية. هناك مجتمعات صغيرة من متحدثي اللغة البنغالية والسورجابورية في بعض أجزاء الولاية خاصة في المناطق الشرقية والمناطق الحضرية.

### الصحة
تُصنّف ولاية بهار عمومًا في أدنى المراتب على مستوى المؤشرات الصحية مقارنةً ببقية ولايات الهند. وعلى الرغم من توافر الدعم المالي من الحكومة الفيدرالية عبر برامج مثل بعثة الصحة الوطنية، وقانون المؤسسات الطبية لعام 2010، وتشكيل مجموعة العمل التمكيني (EAG)، فإن بهار لم تتمكن من الاستفادة المثلى من هذه المبادرات والمخصصات.
تشير الأبحاث إلى أن سكان ولاية بهار يعتمدون على المستشفيات الخاصة لعلاج ويعتبر سكانها ثاني أعلى سكان الولايات الهندية في نسبة الإنفاق الخاص إلى العام . تؤدي هذه العوامل إلى تباطؤ تقديم الرعاية الصحية وزيادة تكاليف الرعاية الصحية. عند مقارنة بهار بولاية كيرالا فعد المتخصصين في الرعاية الصحية (تشمل الممرضات المسجلات والممرضات المساعدين والأطباء والمشرفين الصحيين) في كل مستشفى أقل من كيرلا بشكل ملحوظ وهو ثابت بينما يزداد عددهم في ولاية كيرالا. وبحسب إحصاءات وزارة الصحة فيبلغ النقص في الأطباء والمختصين 75%.
يوجد في ولاية بهار 50% فقط من المراكز الصحية الفرعية و60% من المراكز الصحية الأولية و9% من المراكز الصحية المجتمعية التي تتطلبها المعايير الوطنية. لذا النظر إلى الكثافة السكانية العالية في الولاية فهي متأخرة بشكل كبير في عدد المتخصصين في الرعاية الصحية. ولكن أظهرت بيانات ولاية بهار الحديثة تحسن تدريجي في عدد العاملات الصحيات ومعدل الوفيات بشكل عام وقلت معدل وفيات الرضع وحديثي الولادة والأطفال والأمهات.

## الاقتصاد
| الناتج المحلي الإجمالي للولاية بملايين الروبيات | الناتج المحلي الإجمالي للولاية بملايين الروبيات |
| عام                                             | بملايين الروبيات                                |
| ----------------------------------------------- | ----------------------------------------------- |
| 1980                                            | 73.530                                          |
| 1985                                            | 142.950                                         |
| 1990                                            | 264,290                                         |
| 1995                                            | 244830                                          |
| 2000                                            | 469.430                                         |
| 2005                                            | 710,060                                         |
| 2010                                            | 2,042,890                                       |
| 2015                                            | 3,694,690                                       |

بلغ الناتج المحلي الإجمالي لولاية بهار للسنة المالية 2013-14 قرابة 3,683.37 مليار روبية هندية. يقوم الاقتصاد على قطاع الزراعة بنسبة 22% والصناعة بنسبة 5% والخدمات 73%. اقتصاد الولاية واحد من أسرع الاقتصادات نموًا من بين ولايات الهند حيث الناتج المحلي الإجمالي بمعدل نمو 13.5% في السنة المالية 2024-25.
شهدت ولاية بهار نموًا قويًا في نصيب الفرد من صافي الناتج المحلي للولاية فنما نصيب الفرد من الناتج المحلي الإجمالي للولاية بالأسعار الحالية بمعدل نمو سنوي مركب قدره 12.91% من 2004 إلى 2005 إلى 2014-2015. ارتفع دخل الفرد في ولاية بهار بنسبة 40.6% في السنة المالية 2014-15. قُدرت ديون الدولة بنسبة 77% من الناتج المحلي الإجمالي في عام 2007. تصدّرت مقاطعات بتنة وبيجوساراي وبهاجالبور ومونجر قائمة مقاطعات ولاية بهار الـ38 حسب نصيب الفرد من الناتج المحلي الإجمالي الإقليمي خلال السنة المالية 2022–2023 فلغ: 215,049 روبية في بتنة و84,279 روبية في بيجوساراي و80,471 روبية في بهاجالبور و79,272 روبية في مونجر.
يرى روميلا سين، المحاضر في جامعة كولومبيا، أن عدم المساواة والتخلف في ولاية بهار في فترة ما بعد الاستقلال هو نتجية تكتيكات المماطلة في الإصلاح الزراعي والوساطة في الطبقة العليا. حيث عرقل الملاك الطبقيين سياسات الإصلاح الزراعي. لم تسيطر الطبقة العليا على الإدارة فحسب بل سيطرت أيضًا على السياسة في فترة ما بعد الاستقلال؛ فقد روابطهم الطبقية لمنع توزيع حوالي 9000 فدان على الفقراء من الأراضي المخصصة لذلك. ةنجحوا في الاستيلاء على مساحات كبيرة من الأراضي بعد إقرار إلغاء قانون زمنداري لعام 1952.

### الزراعة
بهار هي رابع أكبر منتج للخضروات وثامن أكبر منتج للفواكه من بين ولايات الهند. يعمل في هذا القطاع حوالي 80% من سكان الولاية وهي نسبة أعلى من المتوسط الوطني. المنتجات الزراعية الرئيسية هي الليتشي والجوافة والمانجو والأناناس والباذنجان والبامية والقرنبيط والملفوف والأرز والقمح وقصب السكر وعباد الشمس. تتوفر لدى الولاية التربة الجيدة والظروف المناخية المناسبة للزراعة ولكن تعرقل الفيضانات وتآكل التربة نمو هذا القطاع. يعاني جنوب الولاية من الجفاف السنوي الذي يؤثر على نمو المحاصيل مثل الأرز.

### الصناعة
من المدن الصناعية الكبرى في الولاية حاجي بور ودالمياناجار وباروني نصيب الفرد في بتنة عاصمة الولاية هو من الأعلى بين مدن الهند. توجد صناعة صغيرة نامية وهناك بنية تحتية لتكنولوجيا المعلومات في بتنة،وداربانغا وبهاغالبور. كانت بهار قبل الحظر واحدة من مركز إنتاج الجعة. أعلنت شركة مصانع الجعة المتحدة المحدودة في أغسطس 2018 أنها ستبدأ في إنتاج بيرة غير كحولية في مصنع الجعة الذي توقف نشاطه سابقًا في ولاية بهار.
استحوذت شركة مسجلة في بتنة تسمى خدمات الأمن والاستخبارات على أعمال خدمات الحراسة والدوريات المتنقلة الأسترالية التابعة للتكتل الأمريكي في أغسطس 2008. أُفيد في عام 2024 أن مدينة حاجي بور أصبحت مركزًا لتصدير الأحذية لصالح شركات أوروبية كما صدرت المدينة كميات من الأحذية إلى الجيش الروسي في خضم حملته العسكرية في أوكرانيا.

### السياحة
يزور ولاية بهار العديد من السياح من جميع أنحاء العالم، فمثلا زار بهار 33 مليون سائح بما في ذلك أكثر من مليون سائح أجنبي في عام 2019. يوجد في الولاية العديد من الآثار القديمة مما يبرز ثقافة وتراث بهار. ذكرت هيئة المسح الأثري للهند وجود 72 نصب تذكاري ذي أهمية وطنية في ولاية بهار و30 نصب تذكاري محمي بها.
في بهار موقعين من مواقع التراث العالمي لليونسكو هما معبد مهابودهي هو معبد بوذي قديم أعيد بنائه وترميمه يوجد في بود جايا التي تبعد 96 كم عن بانتا، وربما يكون هذا هو الموقع الذي وصل فيه بوذا إلى حالة التنوير. والأخر نالاندا مهافيهارا الواقعة في منطقة نالاندا، بهار وهي بقايا أثرية لمؤسسة رهبانية ودارسية ازهرت الفترة بين القرن الثالث قبل الميلاد وحتى القرن الثالث عشر الميلادي ويوجد في الموقع الأثري عدد الأبراج والأضرحة والأعمال الفنية الهامة، تعتبر نالاندا أقدم جامعة في شبه القارة الهندية.
يزور العديد من السياح ولاية بهار بسبب الأهمية الدينية لولاية بهار. يُعتقد أن الإلهة الهندوسية سيتا، زوجة الإله راما، ولدت في سيتامارهي في منطقة ميثيلا في ولاية بهار الحديثة. كما ولد جين التيرثنقار الثاني عشر في تشامبوري في بهاجالبور، وولد ماهافيرا الرابع والعشرون والأخير من التيرثنقار الجانيين في ويشالي حوالي القرن السادس قبل الميلاد.

## الحكومة والإدارة
الرئيس الدستوري لحكومة ولاية بهار هو الحاكم الذي يعينه رئيس الهند. تقع السلطة التنفيذية على عاتق رئيس الوزراء ومجلس وزرائهم. يشكل الحكومة الحزب السياسي أو ائتلاف الأحزاب السياسية الفائز بأغلبية المجلس التشريعي المكون من غرفتين. يرأس السلطة القضائية رئيس القضاة. يوجد في بهار محكمة عليا تعمل منذ عام 1916. توجد جميع مكاتب الحكومة في عاصمة الولاية بتنة.
تنقسم الولاية إدارياً إلى 9 أقسام و38 مقاطعة. يوجد في ولاية بهار 19 مؤسسة بلدية و89 نجار بارشاد (مجالس مدينة) و154 ناجار بانشايات (مجالس بلدية).
| الرتبة | المدينة     | تعداد السكان (2011) |  |    | الرتبة    | المدينة | تعداد السكان (2011) |  |
| ------ | ----------- | ------------------- |  | -- | --------- | ------- | ------------------- |  |
| 1      | بتنة        | 1,684,222           |  | 11 | بجساراي   | 252,008 |                     |  |
| 2      | غايا        | 474,093             |  | 12 | كاتيحار   | 240,838 |                     |  |
| 3      | بهاجالبور   | 400,146             |  | 13 | Bettiah   | 237,254 |                     |  |
| 4      | مظفربور     | 354,462             |  | 14 | موتيهاري  | 221,646 |                     |  |
| 5      | بيهار شريف ‏ | 337,819             |  | 15 | ساهارسا   | 216,491 |                     |  |
| 6      | داربهانجا   | 296,039             |  | 16 | مونجر     | 213,303 |                     |  |
| 7      | بورنيا      | 282,248             |  | 17 | تشابرا    | 202,352 |                     |  |
| 8      | سيسارام ‏    | 264,709             |  | 18 | سيتامارهى | 67,818  |                     |  |
| 9      | آراه ‏       | 261,430             |  | 19 | مدھوبني ‏  | 164,156 |                     |  |
| 10     | ساماستيبور  | 253,136             |  |    |           |         |                     |  |

### سياسة
هناك تحالفان سياسيان في الولاية هي: التحالف الوطني الديمقراطي بقيادة حزب بهاراتيا جاناتا والتحالف التقدمي المتحد الذي يضم راشتريا جاناتا دال وهندوستاني أوام مورشا وحزب راشتريا لوك سامتا وجاناتا دال (المتحدة) والمؤتمر الوطني الهندي (INC). هناك العديد من التشكيلات السياسية الأخرى. كان للحزب الشيوعي الهندي وجود قوي في ولاية بهار في وقت من الأوقات، والذي ضعف منذ ذلك الحين. للحزب الشيوعي الهندي (الماركسي) وكتلة التقدم الهندي (AIFB) والأحزاب اليسارية المتطرفة الأخرى حضور ضئيل.
شغل نيتيش كومار رئاسة وزراة بهار لمدة 13 عامًا بين 2005 و2020. كانت التنمية الاقتصادية والحد من الجريمة والفساد وزيادة المساواة الاجتماعية ركائز برنامجه السياسي على عكس الحكومات السابقة التي ركزت على الانقسامات الطائفية والدينية. قامت حكومة كومار منذ عام 2010 بمصادرة ممتلكات المسؤولين الفاسدين وأعادت استخدام المباني لتصبح مدارس. كما أقرت قانون محكمة بهار الخاصة للحد من الجريمة، واستراحة غداء لمدة ساعتين للمسلمين في يوم الجمعة لتسهيل إقامة صلاة الجمعة وبالتالي تقليل غيابتهم عن الوظائفهم. حظرت الحكومة بيع واستهلاك الكحول في الولاية في مارس 2016، ترتب عليه ارتبط بانخفاض السياحة وزيادة تعاطي المخدرات.
تقوم سياسة ولاية بهار طوال عهدها على الطائفية، فكان لطوائف الراجبوت وBhumihar والبراهمة حضور سياسي قوي ونفوذ في السياسة إذ كانت تسيطر على المناطق الهامة وتمنح الطبقات الأخرى مناصب حكومية تشريفية ورمزية. قال العالم السياسي سانجاي كومار: باستخدام نفوذها في حكومة الولاية في الفترة التي سبقت عام 1990 خربت الطوائف العليا برامج إصلاحات الأراضي عمدًا وهو ما كان يمكن أن يساعد الطوائف المتخلفة والطوائف المجدولة. شهد عام 1989-1990 تنفيذ توصية لجنة ماندال التابعة لحكومة فيشواناث براتاب سينغ في تخصيص 27% من الوظائف في الحكومة والمؤسسات التعليمية للطبقات المتخلفة الأخرى. لتصبح بعد ذلك طوائف Yadav وKoeri والكورمي النخب السياسية الجديدة للولاية.
تعتبر انتخابات الجمعية التشريعية في ولاية بهار عام 1995 نقطة التحول الكبرى في سياسيات الولاية حيث فيها تنافس تحالفان من الطبقات المتخلفة على السلطة دون أي وجود سياسي للطبقات العليا ولم يعد لها أي دور مهم في سياسة الولاية منذ ذلك الحين. قالت مجلة الإيكونوميست في 2004 «إن ولاية بهار أصبحت مثالًا لأسوأ ما في الهند، من الفقر المنتشر الذي لا حل له، للسياسيين الفاسدين الذين يشبهون عصابات المافيا التي يدعمونها والنظام الاجتماعي الطبقي». ذكر البنك الدولي في 2005 أن القضايا التي تواجهها الولاية «هائلة» بسبب «الفقر المستشري والنظام الاجتماعية المعقد والبنية التحتية السيئة والحكم الضعيف».

## النقل

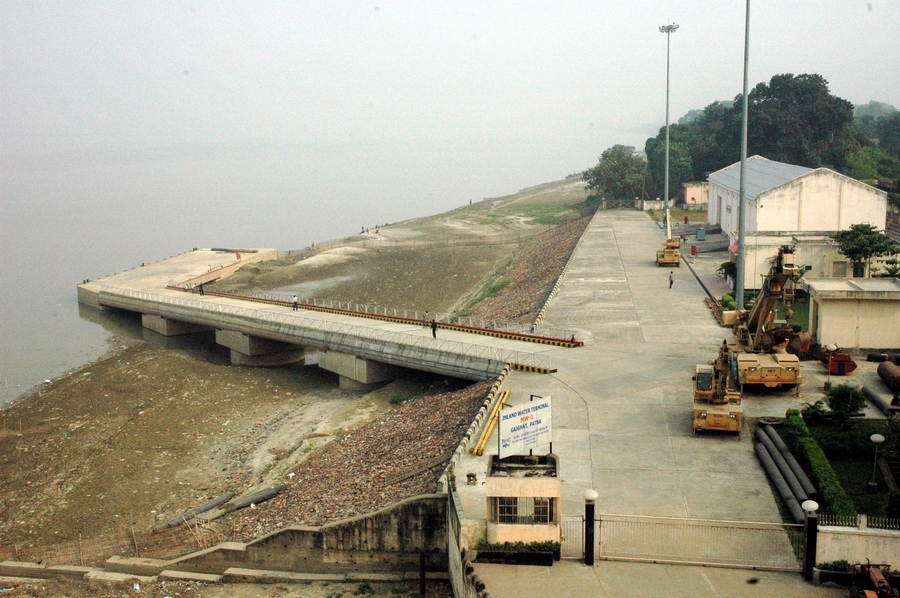
ميناء ندينة بانتا على نهر الغانج

### المطارات
يوجد في بهار ما مجموعه ثلاثة مطارات عاملة: مطار لوك ناياك جايابراكاش في بتنة ومطار في جايا ومطار في داربهانجا، جميع المطارات الثلاثة لديها رحلات مجدولة إلى المدن الرئيسية في جميع أنحاء الهند. مطار جايا هو المطار الدولي الوحيد في ولاية بهار، حيث توجد رحلات جوية موسمية إلى دول مثل تايلاند وبوتان وميانمار.

### السكة الحديد
يوجد في ولاية بهار شبكة سكك حديدية بلغ طولها 3,794 كم (2,357 ميل) في عام 2020. جميع المدن والمناطق والبلدات الرئيسية متصلة بسكة حديدة جيدة وترتبط مدن مونجر وجمالبور وبهاجالبور بجميع المحطات الرئيسية في البلاد. حاليًا ينشى الممر الشرقي المخصص للشحن والذي سيمر بعد إكتماله بكايمور وروهتاس وأورانجاباد وغايا يبلغ طول الجزء المار منه بالولاية 239 كم (149 ميل).
ستكون بتنة أول مدينة في ولاية بهار بها نظام نقل تحت الأرض، يجري إنشاء مترو بتنة بشبكة طوله 31 كم (19 ميل)، ولكن تأخر المشروع بسبب عمليات الاستحواذ على الأراضي.

### الطرق السريعة
يوجد في ولاية بهار طرق سريعة تابعة للولاية يبلغ إجمالي طولها 4006 كم (2,489 ميل) والطرق السريعة الوطنية بطول إجمالي يبلغ 5,358 كم (3,329 ميل). سيكون طريق غايا داربهانجا السريع هو أول طريق سريع في الولاية بطول 189 كم. ومن المتوقع أن يكتمل في عام 2024.
تدير شركة Bihar State Road Transport Corporation (BSRTC) النقل في الولاية ومنها إلى الولايات الأخرى وإلى الدول المجاورة. يبلغ عدد ركابها اليومي حوالي 100,000 راكب. ويضم أسطولها حافلات غير كهربائية وحافلات كهربائية وحافلات مكيفة وغير مكيفة. تعد محطة حافلات باتليبوترا مركزًا رئيسيًا للحافلات بين الولايات في بهار.

### النقل النهري
نهر الغانج صالح للملاحة على مدار العام ويعتبر الطريق السريع الرئيسي المار بسهل الغانج الهندي الشاسع. كانت السفن التي تحمل خمسمائة تاجر تجوب هذا النهر في العصور القديمة وكان بمثابة طريق للتجارة الخارجية. عزز دور نهر الغانج أن مربوط الأنهار والجداول الرئيسية في شمال وجنوب ولاية بهار.

## التعليم

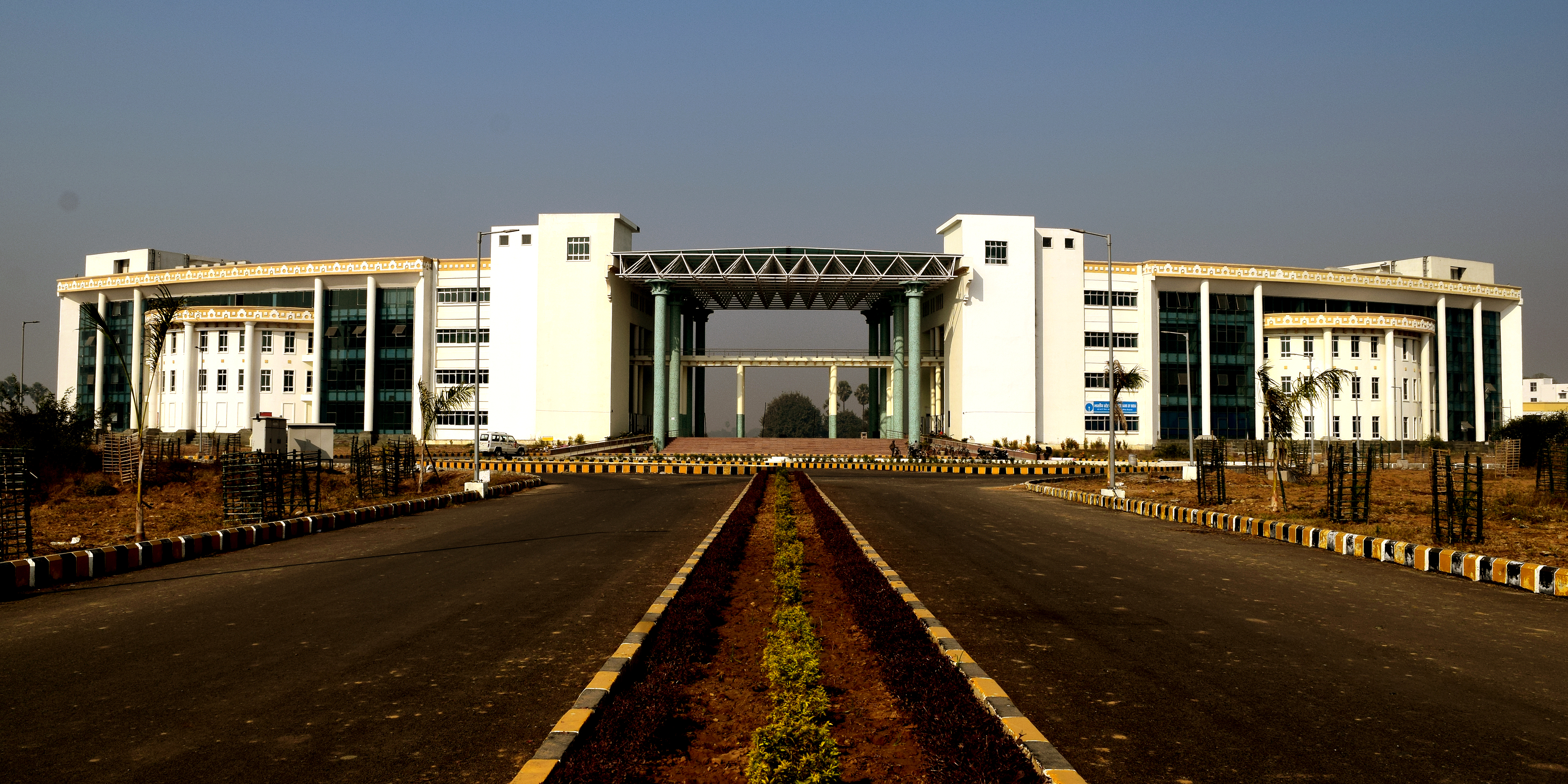
المبنى الإداري لكلية IIT بنتا

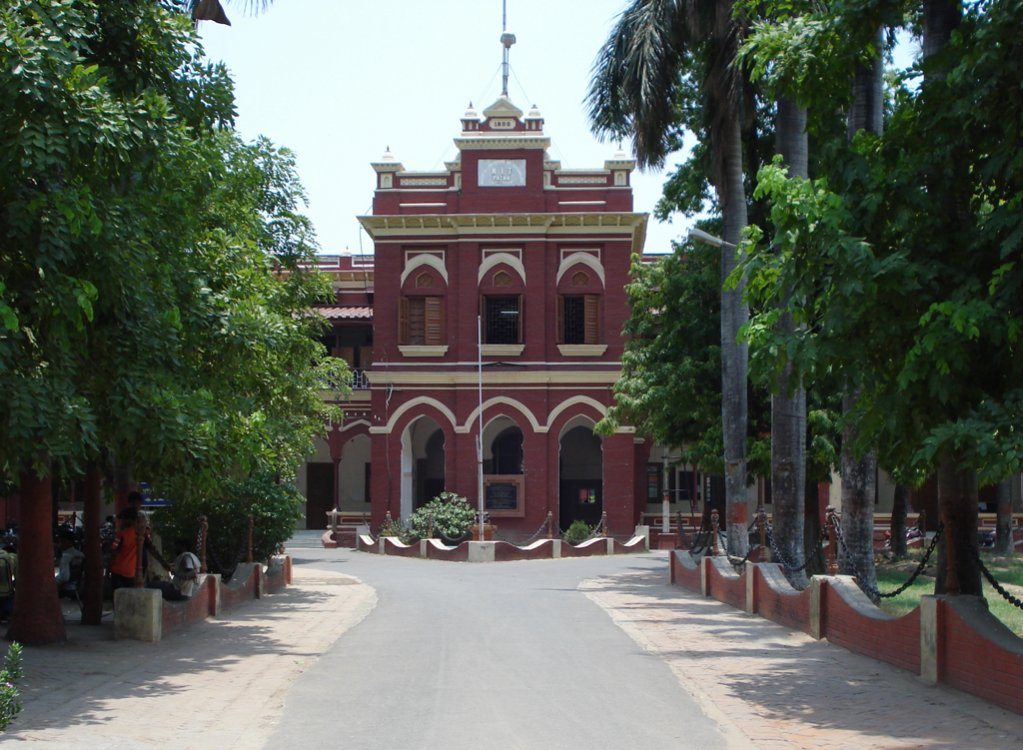
المبنى الرئيسي لكلية NIT بتنة

كانت بهار مركزًا رئيسيًا للتعلم في موطن جامعات نالاندا (تأسست 450 م) وأودانتابورا (تأسست 550 م) وفيكراماشيلا (تأسست 783 م). دمر الفاتح الإسلامي بختيار خلجي جامعتي نالاندا وفيكرامشيلا في 1200م ليتوقف دورها التعليم عند تلك الفترة. عاد النظام الجامعي لبهار في الجزء الأخير من الحكم البريطاني عندما تأسست جامعة بتنة سابع أقدم جامعة في شبه القارة الهندية في عام 1917. من مراكز التعليم العالي الأخرى التي أنشئت في الحكم البريطاني هي كلية بتنة (تأسست عام 1839) ومدرسة بهار للهندسة (تأسست عام 1900؛ المعروفة الآن باسم المعهد الوطني للتكنولوجيا، بتنة) وكلية أمير ويلز الطبية (تأسست عام 1925؛ الآن كلية ومستشفى بتنة الطبي) وكلية العلوم ببتنة (تأسست عام 1928) وكلية بتنة النسائية وكلية بهار البيطرية (تأسست عام 1927) ومعهد بحوث الزراعة الإمبراطورية (تأسس عام 1905؛ الآن جامعة د. راجندرا براساد المركزية للزراعة، بوسا). في الجامعة أيضا ثاني أقدم كلية هندسية في الهند والمعروفة باسم المعهد الوطني للتكنولوجيا، بتنة في عام 1886 وأعيد تسميتها لاحقًا باسم كلية بهار للهندسة في عام 1932.
اليوم يوجد في بهار 7 معاهد ذات أهمية وطنية تشمل المعهد الوطني للتكنولوجيا في بتنة والمعهد الهندي للإدارة في بود جايا ومعهد الهند للعلوم الطبية في بتنة والمعهد الهندي لتكنولوجيا المعلومات في بهاجالبور والمعهد الوطني للتعليم والبحوث الصيدلانية في هاجيبور وجامعة نالاندا. افتتح في عام 2008 المعهد الهندي للتكنولوجيا في بتنة وفي نفس العام أنشئ المعهد الوطني لتكنولوجيا الموضة بتنة وهو المعهد التاسع من هذا النوع في الهند. تأسس المعهد الهندي للإدارة بود جايا في عام 2015.
أرسلت حكومة ولاية بهار مقترحًا للحكومة المركزية لترقية كلية ومستشفى داربانجا الطبي في مارس 2019. بهار هي موطن لأربع جامعات مركزية تشمل الجامعة المركزية في جنوب بهار وجامعة المهاتما غاندي المركزية وجامعة الدكتور راجندرا براساد المركزية للزراعة وجامعة نالاندا. كانت الحكومة المركزية اقترحت الحكومة المركزية في 2015 إعادة إنشاء جامعة فيكرامشيلا في بهاجالبور. يوجد في بهار أيضًا جامعة القانون الوطنية ومعهد بتنة لإدارة الفنادق (IHM)، ومعهد تصميم الأحذية وتطويرها، والمعهد المركزي لهندسة وتكنولوجيا البلاستيك، حاج بور.
تأسست جامعة أريابهاتا للمعرفة بموجب قانون جامعة أريابهاتا للمعرفة لعام 2008 لحكومة بهار بهدف تطوير وإدارة البنية التحتية التعليمية المتعلقة بالتعليم الفني والطب والإدارة والتعليم المهني المتحالف في بهار. استنادًا إلى بيانات 2020-21، تضم جامعة أريابهاتا للمعرفة 56 كلية للهندسة والصيدلة و15 كلية طبية و33 كلية تعليمية و8 كليات مجتمع و36 كلية تمريض و11 كلية مهنية. تأسست جامعة شانيكاي الوطنية للقانون ومعهد شاندراغوبت للإدارة في النصف الأخير من عام 2008 وهي الآن تجذب الطلاب من ولاية بهار ومن الولايات الأخرى أيضًا. تأسست جامعة نالاندا في 2014 باستثمارات من دول مثل اليابان وكوريا والصين.
معهد الأبحاث الرئيس في الولاية هو معهد سينها للدراسات الاجتماعية. يوجد في بهار ثماني كليات طبية تمولها الحكومة، وهي كلية ومستشفى بتنة الطبي، وكلية ومستشفى نالاندا الطبي، ومعهد فاردمان للعلوم الطبية، ومعهد إنديرا غاندي للعلوم الطبية، وكلية ومستشفى داربانجا الطبي، وكلية أنوجراه نارايان ماجاد الطبية مستشفى جايا، وكلية ومستشفى سري كريشنا الطبي، وكلية جواهر لال نهرو الطبية، بهاجالبور، كلية الطب الحكومية، بيتياه وخمس كليات طبية خاصة.
يوجد في بيهتا، إحدى ضواحي عاصمة الولاية بتنة العديد من المعاهد مثل المعهد الهندي للتكنولوجيا بتنة ومعهد الهند للعلوم الطبية، بتنة ومعهد بيرلا للتكنولوجيا، بتنة وهي الآن تعتبر مركز تعليمي. برزت بتنة كمركز رئيسي لتدريب الهندسة والخدمات المدنية. فتحت معاهد التدريب الخاصة الرئيسية فروعها في ولاية بهار مما قلل من عدد الطلاب الذين يذهبون على سبيل المثال إلى كوتا ودلهي للتدريب الهندسي والطبي.
بدأت خدمات وتقنيات الحوكمة الإلكترونية في بهار (بيست) وحكومة بهار برنامجًا فريدًا لإنشاء مركز يسمى مركز المعرفة بهار، ليزود الطلاب بأحدث المهارات وبرامج التدريب المخصصة قصيرة الأجل في تكلفة معقولة. ويهدف المركز إلى استقطاب شباب الدولة للارتقاء بمهاراتهم الفنية والمهنية لتلبية متطلبات سوق العمل ا الحالية. ذكر تقرير التوظيف الوطني لخريجي الهندسة في عام 2014، أن مهندسي بهار يشكلون 25 بالمائة من مهندسي البلاد، ويصنف بهار واحدة من أفضل ثلاث ولايات في إنتاج خريجي الهندسة من حيث الجودة وقابلية التوظيف.

## الثقافة

### الرسم
هناك العديد من الأساليب التقليدية للرسم في ولاية بهار، واحدة منها مثل لوحة ميثيلا، وهو النمط المستخدم في منطقة ميثيلا، تقليديا كانت ترسمه النساء بشكل أساسي وينتقل من جيل إلى جيل. عادة ما يرسم على الجدران في المهرجانات والمناسبات الدينية والولادات والزواج والأحداث الثقافية الأخرى. من أشهر رسامي سمت بهارتي دايال وماهاسونداري ديفي والراحل جانجا ديفي وسيتا ديفي.
يسمى فن لوحة ميثيلا أيضًا بفن مادهوباني. يصور في الغالب البشر وارتباطهم بالطبيعة. يشيع فيه رسم الآلهة وساراسواتي والملاحم القديمة والأجرام السماوية والنباتات الدينية مثل الحبق، ومشاهد من البلاط الملكي والمناسبات الاجتماعية.

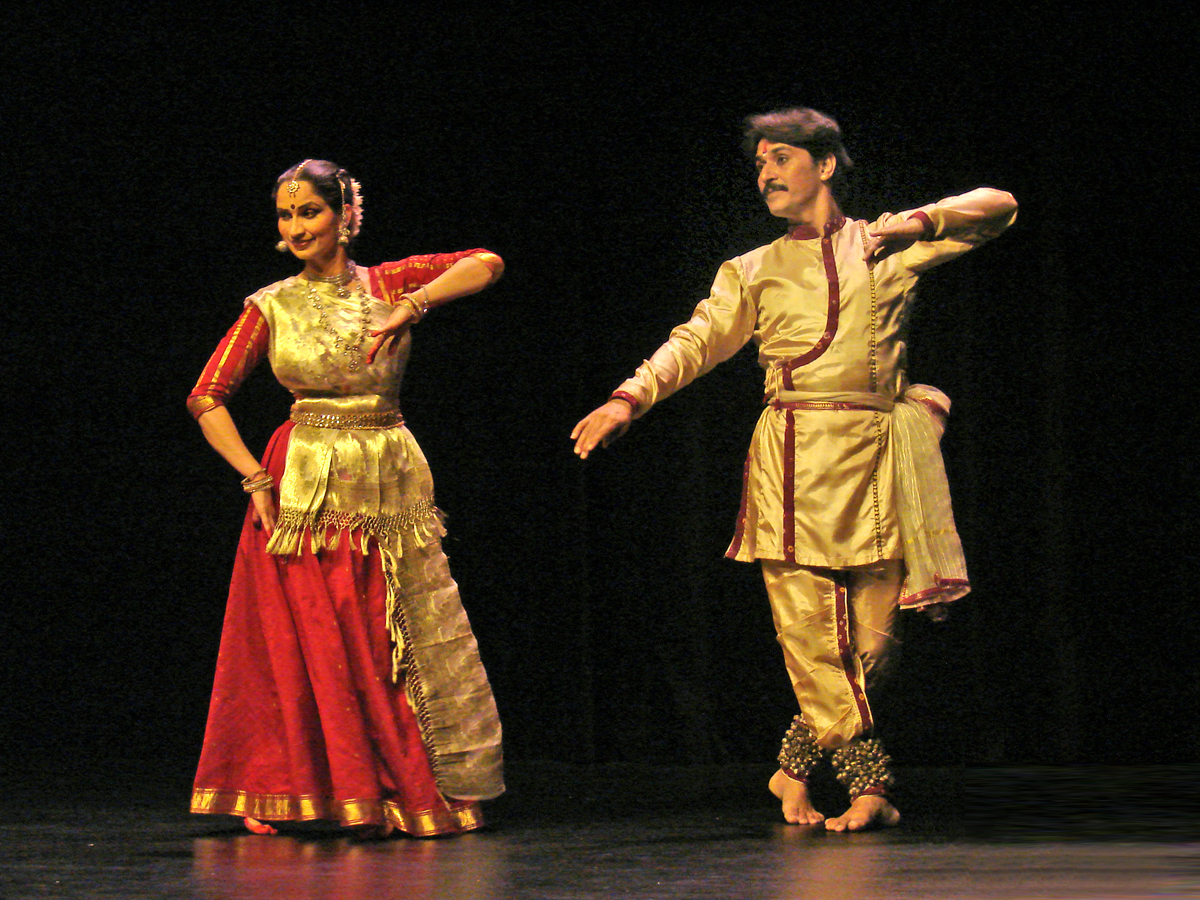
شكل كاثاك للرقص الكلاسيكي، من منطقة بوجبور

نوع أخر هو فن مدرسة بتنة للرسم (بتنة كلام) الذي اشتهر في بهار خلال أوائل القرن الثامن عشر إلى منتصف القرن التاسع عشر، كان فرعًا من مدرسة رسم مغول الهند فمن رسموه هم نسل الحرفيين الهندوس الذين شاركوا في الرسم المغولي. شارك فنهم خصائص الرسامين المغول ووسع الموضوع من مشاهد البلاط الملكي إلى مشاهد الأسواق والحياة اليومية والاحتفالات. استخدموا الألوان المائية على الورق وعلى معدن الميكا. مدرسة الرسم هذه هي أساس مدرسة بتنة للفنون التي أسسها قيادة شري رادها موهان. تعد المدرسة مركزًا مهمًا للفنون الجميلة في بهار.
رسم البجوجبرية هي أسلوب رسم شعبي ازدهر في منطقة بجوجبوري في ولاية بهار منذ آلاف السنين. أسلوب الرسم هذا هو نوع من الرسم على جدران المعبد أو على جدران حديثي الزواج ومن الرسومات الرئيسة فيها هي رسوم شيفا وبارفاتي. في الآونة الأخيرة دخل إليه رسم الأشياء الطبيعية وحياة سكان القرى ونضالهم لجذب الناس إليها وتقريب رسماتهم من الواقع.

### الفنون التمثيلية
غايا هي واحدة من مركز الموسيقى الكلاسيكية. كتب جاجندرا نارايان سينغ أيضًا، في مذكراته، أن شامباناغار في بنايلي، كانت مركزًا رئيسيًا آخر للموسيقى الكلاسيكية. كان راجكومار شياماناند سينها من شامباناغار، ولاية بانيلي الأميرية من أشهر الموسيقيين وواحد من أفضل الموسيقيين الكلاسيكيين في ولاية بهار في عصره. كتب سينغ، في كتاب آخر عن الموسيقى الكلاسيكية الهندية، أن كومار شياماناند سينغ من مزرعة بانيلي كان موهوب في الغناء لدرجة أعجبت المطربين العظماء مثل كيسارباي كيركار.
هاجر العديد من البهاريين في القرن التاسع عشر كعمال بالسخرة إلى جزر الهند الغربية وفيجي وموريشيوس. خلال هذا الوقت شاعت المسرحيات والأغاني الحزينة في منطقة بوجبوري مثل بوجبوري بيرها. لا تزال الدراما التي تدمج هذا الموضوع تحظى بشعبية في مسارح بتنة.

### السينما
في بهار صناعة سينما قوية باللغة البوجبرية. وهناك أيضا سينما أصغر بلغات ماجادهي والمايثيلية والأنجيكة. أول فيلم بوجبري هو فيلم جانجا جامونا الصادر في عام 1961. وأول فيلم بلغة ماجادهي هو فيلم بهاء الصادر في عام 1961. وأول فيلم مايثيلي كان كانيادان الصادر في عام 1965. من الأفلام المايثيلية البارزة فيلم ميثيلا ماخان الفائز في جائزة الفيلم الوطني لأفضل فيلم مايثيلي في عام 2016. أما الأفلام في البهوجبرية فانتشرت في عام 1962 بفليم جانجا مايا توهي بياري تشادهايبو الذي لاقى شعبية كبيرة الذي أخرجه كوندان كومار، وفيلم لاجي ناهين شلال رام والصادر في عام 1963.
أنتجت الأفلام البوجبرية بكثرة في الثمانينيات. حققت أفلام مثل ماي (أمي، 1989، من إخراج راجكومار شارما) وهامار بهاوجي (زوجة أخي، 1983، من إخراج كالباتارو) نجاحًا في شباك التذاكر. ولكن تلاشت شعبيتها في التسعينيات.
استعادت الأفلام البوجبوري شعبيتها في عام 2001 بفيلم سايان هامار («حبيبي»، من إخراج موهان براساد) وهو الذي أظهر الممثل رافي كيشان. تبع ذلك العديد من الأفلام الناجحة تجاريًا، مثل بانديتجي باتاي نا بياه كاب هوي («القس، أخبرني متى سأتزوج»، 2005، من إخراج موهان براساد) وساسورا بادا بايزا والا («والد زوجتي الرجل الغني»، 2005). حققت هذه الأفلام نجاحات كبيرة في أتر برديش وبهار أكبر من أفلام بوليوود، رغم أنه أنتجت بميزانيات ضيقة للغاية. أظهر فيلم ساسورا بادا بايزا والا الممثل مانوج تيواري الذي كان مغني شعبي. أدى نجاح أفلام رافي كيشان ومانوج تيواري إلى انتعاش هذه السينما وبدأت الصناعة في تقديم الجوائز وإصدار مجلة بوجبوري سيتي.

### وسائل الإعلام الجماهيرية
تميزت بداية القرن 20 بظهور العديد من المنشورات الجديدة مثل مجلة بهارات راتنا الشهرية والتي بدأت في بتنة في عام 1901. وأعقب ذلك كساحتريا هيتايشي وأريافارتا دينابور وأوديوغا التابعة للشاعر فيجيااناند تريباثي ووتشيتانيا تشاندريكا التابعة للأديب كريشنا شيتانيا جوسوامي. لم يقتصر النشاط الأدبي على بتنة وحدها وتعدها إلى مناطق أخرى من الولاية بهار.

## ثبت المراجع
- أحمد محمود الساداتي (1959)، تاريخ المُسلمين في شبه القارَّة الهنديَّة وحضارتهم: الدولة المغوليَّة، القاهرة: مكتبة الآداب للنشر والتوزيع، ج. 2، QID:Q115912807
- عبد المنعم النمر (1981)، تاريخ الإسلام في الهند (ط. 1)، بيروت: المؤسسة الجامعية للدراسات والنشر والتوزيع، OCLC:4771140982، QID:Q115910365
- بدوانى، عبد القادر بن ملوک شاه (۱۳۷۹). مُنتخب التواريخ. بتصحيح مولوى احمد صاحب. تهران: انتشارات انجمن آثار و مفاخر فرهنگى. ISBN:9646278558. مؤرشف من الأصل في 17 ديسمبر 2019. {{استشهاد بكتاب}}: تحقق من التاريخ في: |سنة= و|تاريخ أرشيف= (مساعدة)

## وصلات خارجية
- معلومات جغرافية متعلقة ببهار (الهند) على خريطة الشارع المفتوح
- Bihar على مشروع الدليل المفتوح
- الموقع الرسمي لولاية بهارنسخة محفوظة 15 June 2011 على موقع واي باك مشين.
- مؤسسة تنمية السياحة بولاية بهار نسخة محفوظة 27 يناير 2010 على موقع واي باك مشين.
- الموقع الرسمي